# Minister-president van Vlaanderen
In Vlaanderen wordt de voorzitter van de Vlaamse regering minister-president genoemd. Deze functie bestaat sinds 1981.
De ambtswoning van de Vlaamse minister-president en het kabinet van de Vlaamse regering bevinden zich op het Martelaarsplein in Brussel.
De huidige Vlaamse minister-president is Matthias Diependaele (N-VA). Hij legde op 30 september 2024 de eed af.

## Geschiedenis
Vóór het ontstaan van de Vlaamse regering in 1981 werd het ministerieel comité voor Vlaamse aangelegenheden ingesteld, wat uiteindelijk, na een bestaan van één jaar, vervangen werd door de Vlaamse regering. Dit comité werd geleid door Hendrika De Backer, eerste en enige voorzitster ervan en als dusdanig de facto de eerste minister-president van Vlaanderen.
Tot en met de regering-Van den Brande II heette de regering de Vlaamse executieve en werd de benaming voorzitter van de Vlaamse executieve gebruikt, sinds de regering-Van den Brande III (oktober 1992) is de functie "minister-president van de Vlaamse regering".

## Aanstelling
Aangezien er geen staatshoofd beschikbaar is op het niveau van de gemeenschappen en gewesten, is de gewoonte gegroeid dat de leider van de grootste partij na de verkiezingen het initiatief neemt om een regering te vormen. Wanneer hij erin slaagt een regering te vormen, stelt hij het regeerakkoord voor aan het Vlaams Parlement, dat vervolgens de ministers verkiest. Die ministers leggen vervolgens de eed af in handen van de parlementsvoorzitter.
De ministers duiden vervolgens een minister-president aan. Gewoonlijk is dit de formateur van die regering. Ook hij legt de eed af in het parlement, maar om in functie te zijn moet hij dit ook nog eens doen in handen van de Koning, als erkenning van het staatshoofd van de federatie.
De minister-president bepaalt zelf of hij naast zijn functie van regeringsleider ook een portefeuille zal beheren. Huidig minister-president Matthias Diependaele is ook nog bevoegd voor  Economie, Innovatie en Industrie, Buitenlandse Zaken, Digitalisering en Facilitair Management.
De aanduiding en eedaflegging van de minister-president wordt vastgelegd in artikel 60, § 4 van de bijzondere wet tot hervorming der instellingen.

## Viceminister-president
Sinds de eedaflegging van de eerste Vlaamse regering, regering-Geens I, bestaat de functie van viceminister-president, toen nog vicevoorzitter van de Vlaamse Executieve.
Aanvankelijk werd dit ambt bekleed door één iemand, een Vlaams minister van de op een na grootste partij in de regering. Pas in de regering-Leterme (Vlaanderen) was er meer dan één viceminister-president. 
In de huidige Vlaamse regering, regering-Diependaele, zetelen drie viceministers-presidenten:
- Melissa Depraetere (Vooruit), ook bevoegd voor Wonen, Energie en Klimaat, Toerisme en Jeugd
- Hilde Crevits (cd&v), ook bevoegd voor Binnenland, Steden- en Plattelandsbeleid, Samenleven, Integratie en Inburgering, Bestuurszaken, Sociale Economie en Zeevisserij
- Ben Weyts (N-VA), ook bevoegd voor Begroting en Financiën, Vlaamse Rand, Onroerend Erfgoed en Dierenwelzijn